# Hybolasioptera
Hybolasioptera är ett släkte av tvåvingar. Hybolasioptera ingår i familjen gallmyggor.
Kladogram enligt Catalogue of Life:
| Hybolasioptera | \| \| Hybolasioptera elymi \| \| \| \| \| \| Hybolasioptera fasciata \| \| \| \| |
|                | \| \| Hybolasioptera elymi \| \| \| \| \| \| Hybolasioptera fasciata \| \| \| \| |
|                | Hybolasioptera elymi                                                             |
|                |                                                                                  |
|                | Hybolasioptera fasciata                                                          |
|                |                                                                                  |